# Mesacanthotelson tasmaniae
Mesacanthotelson tasmaniae is een pissebed uit de familie Phreatoicidae. De wetenschappelijke naam van de soort is voor het eerst geldig gepubliceerd in 1894 door Thomsom.